# Mġarr United Football Club
Il Mġarr United Football Club è una società calcistica maltese con sede nella città di Mġarr.
Il club, fondato nel 1967, milita dalla stagione 2024-25 nella Challenge League, la seconda divisione del campionato maltese.

## Storia
Il club non ha mai partecipato alla massima divisione maltese.

## Palmarès

### Competizioni nazionali
- Third Division (Malta): 1

2006-2007
- National Amateur League (Malta): 1

2023-2024
- National Amateur Cup: 1

2023-2024

### Altri piazzamenti
- National Amateur Cup:

Finalista: 2022-2023